# Jimbolia
{{mais

Jimbolia é uma cidade da Romênia com 11136 habitantes  (2002), localizada no județ (distrito) de Timiș.